# Contrôleur de l'Illinois
Le contrôleur de l’Illinois ou en anglais Comptroller of Illinois est un élu de l’État américain d’Illinois et membre de son gouvernement. Cette fonction a été créée par la Constitution de l’Illinois.
Le poste est occupé par Susana Mendoza, membre du Parti démocrate, depuis le 5 décembre 2016.

## Rôle et fonctionnement
Le contrôleur de l’Illinois est un élu qui supervise les comptes publics de l’État. Il gère également les paiements à l’intérieur de l’État ou en dehors. La fonction a été créée par la Constitution de l’Illinois en 1970, remplaçant l’agence Office of Auditor of Public Accounts.
Le Comptroller est chargé par les termes de la section 17 (article V) de la Constitution de l’Illinois du maintien des comptes fiscaux centraux de l’État. Il commande les paiements effectué par le trésorier. Conformément à ce droit, le contrôleur signe des salaires ou accorde l’approbation aux paiements électroniques faits par l’État à ses salariés et créanciers.
La Constitution stipule également que le contrôleur, au moment de son élection, doit être un citoyen des États-Unis, avoir au moins 25 ans et être résidant de l’État pendant au moins les 3 ans précédant l’élection.

## Liste historique

### Auditors of Public Accounts, Northwest Territory
- Rice Bullock (1799-1800)

### Auditors of Public Accounts, Indiana Territory
- vacant (1801-1809)

### Auditors of Public Accounts, Illinois Territory
- vacant (1809-1812)
- H. H. Maxwell (1812-1816)
- Daniel Pope Cook (1816)
- Robert Blackwell (1817)
- Elijah C. Berry (1817-1818)

### Auditors of Public Accounts, State of Illinois
- Elijah C. Berry (1818-1831)
- James T. B. Stapp (1831-1835)
- Levi Davis (1835-1841)
- James Shields (1841-1843)
- William L. D. Ewing (1843-1846)
- Thomas H. Campbell (1846-1857)
- Jessie K. DuBois (1857-1864)
- Orlin H. Miner (1864-1869)
- Charles E. Lippincott (1869-1877)
- Thomas B. Needles (1877-1881)
- Charles P. Swigart (1881-1889)
- Charles W. Pavey (1889-1893)
- David Gore (1893-1897)
- James S. McCullough (1897-1913)
- James J. Brady (1913-1917)
- Andrew Russell (1917-1925)
- Oscar Nelson (1926-1933)
- Edward J. Barrett (1933-1941)
- Arthur C. Lueder (1941-1949)
- Benjamin O. Cooper (1949-1953)
- Orville E. Hodge (1953-1956)
- Lloyd Morey (1956-1957)
- Elbert S. Smith (1957-1961)
- Michael J. Howlett (1961-1973)

### Contrôleurs, État de l'Illinois
- George W. Lindberg (1973-1977)
- Michael Bakalis (1977-1979)
- Roland Burris (1979-1991)
- Dawn Netsch (1991-1995)
- Loleta Didrickson (1995-1999)
- Daniel Hynes (1999-2011)
- Judy Baar Topinka (2011-2014)
- Jerry Stermer (2014-2015)
- Leslie Munger (2015-2016)
- Susana Mendoza (depuis 2016)

## Élections

### 1998
| Candidat           | Parti          | Voix      | Proportion |
| ------------------ | -------------- | --------- | ---------- |
| Daniel Hynes (élu) | démocrate      | 1 895 273 | 58,63 %    |
| Chris Lauzen       | républicain    | 1 280 860 | 39,63 %    |
| Houston McIntosh   | reform[Quoi ?] | 56 219    | 1,74 %     |

### 2002
| Candidat             | Parti       | Voix      | Proportion |
| -------------------- | ----------- | --------- | ---------- |
| Daniel Hynes (réélu) | démocrate   | 2 150 425 | 63,18 %    |
| Thomas Ramsdell      | républicain | 1 108 984 | 32,58 %    |
| Julia Fox            | libertarien | 144 066   | 4,23 %     |

### 2006
| Candidat             | Parti       | Voix      | Proportion |
| -------------------- | ----------- | --------- | ---------- |
| Daniel Hynes (réélu) | démocrate   | 2 198 658 | 64,25 %    |
| Carole Pankau        | républicain | 1 077 540 | 31,49 %    |
| Alicia Snyder        | vert        | 145 930   | 4,26 %     |

## Informations externes
- (en) Site officiel du contrôleur de l’Illinois

### Sources
1. ↑  Élections de 1998
2. ↑  Élections de 2002
3. ↑  Élections de 2006